# Démographie d'Ambérieu-en-Bugey
 (juillet 2019).
La démographie de Ambérieu-en-Bugey est caractérisée par une densité forte et une population en croissance continue depuis les années 1800.
En 2014, Ambérieu-en-Bugey comptait 14 022  habitants, soit une évolution de 10.3 % par rapport à 2006. La commune occupait le 3e rang en nombre d'habitants sur les 419 communes que compte le département.
L'évolution démographique, les indicateurs démographiques, la pyramide des âges, l'état matrimonial, les caractéristiques de l'emploi et le niveau de formation sont détaillées ci-après.

## Évolution démographique
L'évolution du nombre d'habitants est connue à travers les recensements de la population effectués périodiquement dans la commune depuis 1793. 
Stabilisée jusque vers 1860, la population croît ensuite de manière continue jusqu'à nos jours.
Une réforme du mode de recensement permet à l'Insee de publier les populations légales des communes annuellement à partir de 2006. La commune ayant plus de 10 000 habitants, le recensement est annuel et la collecte porte sur un échantillon d'adresses tirées au hasard et représentant environ 8 % de la population.
En 2014, Ambérieu-en-Bugey comptait 14 022  habitants, soit une évolution de 10.3 % par rapport à 2006. La commune occupait le 3e rang en nombre d'habitants sur les 419 communes que compte le département.
| 1793  | 1800  | 1806  | 1821  | 1831  | 1836  | 1841  | 1846  | 1851  |
| ----- | ----- | ----- | ----- | ----- | ----- | ----- | ----- | ----- |
| 2 915 | 2 850 | 2 892 | 2 657 | 2 647 | 2 800 | 2 677 | 2 521 | 2 458 |

| 1856  | 1861  | 1866  | 1872  | 1876  | 1881  | 1886  | 1891  | 1896  |
| ----- | ----- | ----- | ----- | ----- | ----- | ----- | ----- | ----- |
| 2 472 | 2 782 | 3 047 | 2 954 | 3 427 | 3 396 | 3 618 | 3 635 | 3 548 |

| 1901  | 1906  | 1911  | 1921  | 1926  | 1931  | 1936  | 1946  | 1954  |
| ----- | ----- | ----- | ----- | ----- | ----- | ----- | ----- | ----- |
| 4 023 | 4 100 | 4 334 | 4 796 | 5 705 | 6 794 | 6 846 | 7 142 | 7 159 |

| 1962  | 1968  | 1975  | 1982  | 1990   | 1999   | 2006   | 2011   | 2014   |
| ----- | ----- | ----- | ----- | ------ | ------ | ------ | ------ | ------ |
| 7 748 | 8 949 | 9 550 | 9 737 | 10 455 | 11 436 | 12 709 | 13 839 | 14 022 |

## Indicateurs démographiques

### Densité
La densité de la population de Ambérieu-en-Bugey est passée de 363,8 habitants/km2 en 1968 à 542,7 en 2009. Cette densité est, en 2009, 5,3 fois plus forte que la densité moyenne du département de l'Ain (102,2) et 4,7 fois que celle de la France métropolitaine (114,8).
Cet indicateur se situe au 21e rang au niveau départemental (sur 419 communes) et au 1 605e au niveau national (France métropolitaine), sur 36 575 communes.
| \| \| Ambérieu-en-Bugey \| Ambérieu-en-Bugey \| Ambérieu-en-Bugey \| Ambérieu-en-Bugey \| Ambérieu-en-Bugey \| Ambérieu-en-Bugey \| Ain \| France \| \| \| 1968 \| 1975 \| 1982 \| 1990 \| 1999 \| 2009 \| 2009 \| 2009 \| \| ------------------------- \| ----------------- \| ----------------- \| ----------------- \| ----------------- \| ----------------- \| ----------------- \| ------- \| ---------- \| \| Population \| 8949 \| 9550 \| 9737 \| 10455 \| 11432 \| 13350 \| 588 853 \| 62 465 709 \| \| Densité moyenne (hab/km²) \| 363,8 \| 388,2 \| 395,8 \| 425 \| 464,7 \| 542,7 \| 102,2 \| 114,8 \| |                   |                   |                   |                   |                   |                   |         |            |
| | Ambérieu-en-Bugey | Ambérieu-en-Bugey | Ambérieu-en-Bugey | Ambérieu-en-Bugey | Ambérieu-en-Bugey | Ambérieu-en-Bugey | Ain     | France     |
| | 1968              | 1975              | 1982              | 1990              | 1999              | 2009              | 2009    | 2009       |
| Population | 8949              | 9550              | 9737              | 10455             | 11432             | 13350             | 588 853 | 62 465 709 |
| Densité moyenne (hab/km²) | 363,8             | 388,2             | 395,8             | 425               | 464,7             | 542,7             | 102,2   | 114,8      |

.

### Soldes naturels et migratoires
L'augmentation moyenne annuelle a augmenté depuis les années 1970. De 0,9 % sur la période 1968-1975, elle est passée à 1,6 % sur la période 1999-2009, quand celle du département de l'Ain a baissé de 1,5 % à 1,3 %. Le solde naturel annuel, qui est la différence entre  le nombre de naissances et le nombre de décès enregistrés au cours d'une même année, connaît une forte baisse, puisque la variation annuelle due au solde naturel passe de 0,9 à 0,7. La baisse du taux de natalité, qui passe de 19 % à 14,4 %, est en fait relativement compensée par la baisse du taux de mortalité, qui parallèlement passe de 10,9 à 8,6.
Le flux migratoire est en  hausse, le taux annuel passant de 0 à 0,9 %, traduisant une hausse des implantations nouvelles dans la commune.
Le taux de natalité est passé de 19 ‰ sur la période 1968-1975 à 14,4 ‰  sur la période 1999-2009.  Celui du département était sur la période 1999-2009 de 12,5 ‰ et celui de la France métropolitaine de  12,8 ‰.
Le taux de mortalité est quant à lui passé de 10 ‰ sur la période 1968-1975 à 7,8 ‰  sur la période 1999-2009. Celui du département était sur cette dernière période de 7,6 ‰ et celui de la France de 8,8 ‰.
| Evolution sur la période 1968-2009 \| \| \| 1968 à 1975 \| 1975 à 1982 \| 1982 à 1990 \| 1990 à 1999 \| 1999 à 2009 \| \| Commune \| Variation annuelle moyenne de la population (en %) \| 0,9 \| 0,3 \| 0,9 \| 1 \| 1,6 \| \| Commune \| - due au solde naturel (en %) \| 0,9 \| 0,8 \| 0,7 \| 0,5 \| 0,7 \| \| Commune \| - due au solde apparent des entrées sorties (en %) \| 0 \| -0,5 \| 0,2 \| 0,5 \| 0,9 \| \| Commune \| Taux de natalité (en ‰) \| 19 \| 17,1 \| 16,4 \| 13,2 \| 14,4 \| \| Commune \| Taux de mortalité (en ‰) \| 10 \| 9 \| 9,5 \| 8,5 \| 7,8 \| \| Département \| Variation annuelle moyenne de la population (en %) \| 1,5 \| 1,5 \| 1,5 \| 1 \| 1,3 \| \| France \| Variation annuelle moyenne de la population (en %) \| 0,8 \| 0,5 \| 0,5 \| 0,4 \| 0,7 \| | Mouvements naturels sur la période 1999-2009 Naissances Décès |             |             |             |             |             |
| |                                                               | 1968 à 1975 | 1975 à 1982 | 1982 à 1990 | 1990 à 1999 | 1999 à 2009 |
| Commune | Variation annuelle moyenne de la population (en %)            | 0,9         | 0,3         | 0,9         | 1           | 1,6         |
| Commune | - due au solde naturel (en %)                                 | 0,9         | 0,8         | 0,7         | 0,5         | 0,7         |
| Commune | - due au solde apparent des entrées sorties (en %)            | 0           | -0,5        | 0,2         | 0,5         | 0,9         |
| Commune | Taux de natalité (en ‰)                                       | 19          | 17,1        | 16,4        | 13,2        | 14,4        |
| Commune | Taux de mortalité (en ‰)                                      | 10          | 9           | 9,5         | 8,5         | 7,8         |
| Département | Variation annuelle moyenne de la population (en %)            | 1,5         | 1,5         | 1,5         | 1           | 1,3         |
| France | Variation annuelle moyenne de la population (en %)            | 0,8         | 0,5         | 0,5         | 0,4         | 0,7         |

## Pyramide des âges
La pyramide des âges, à savoir la répartition par sexe et âge de la population, de la commune de Ambérieu-en-Bugey en 2009 ainsi que, comparativement, celle du département de l'Ain la même année, sont représentées avec les graphiques ci-dessous.
La population de la commune comporte 48,5 % d'hommes et 51,5 % de femmes. Les tranches pour lesquelles le déséquilibre est le plus prononcé en faveur des femmes sont les tranches 75-90 ans (+28,7 % de femmes) et 90 ans et + (+30,9 % de femmes).

La population de la commune s'est rajeunie entre 1999 et 2009, le taux des personnes de 60 ans et plus passant de 19 % à 19 %, alors que parallèlement les populations du département et de la France ont quant à elles vieilli (passant respectivement de 18 à 20 % pour le Département et de 20 à 23 % pour la France métropolitaine). 
| \| \| Ambérieu-en-Bugey \| Ambérieu-en-Bugey \| Ambérieu-en-Bugey \| Ambérieu-en-Bugey \| Ain \| Ain \| France \| France \| \| \| 2009 \| 2009 \| 1999 \| 1999 \| 2009 \| 1999 \| 2009 \| 1999 \| \| -------------- \| ----------------- \| ----------------- \| ----------------- \| ----------------- \| ---- \| ---- \| ------ \| ------ \| \| \| nb \| % \| nb \| % \| % \| % \| % \| % \| \| Ensemble \| 13350 \| 100 \| 11432 \| 100 \| 100 \| 100 \| 100 \| 100 \| \| 0-14 ans \| 2734 \| 20 \| 2232 \| 20 \| 21 \| 21 \| 18 \| 19 \| \| 15-29 ans \| 2828 \| 21 \| 2571 \| 22 \| 17 \| 19 \| 19 \| 20 \| \| 30-44 ans \| 2695 \| 20 \| 2533 \| 22 \| 22 \| 23 \| 20 \| 22 \| \| 45-59 ans \| 2463 \| 18 \| 1969 \| 17 \| 20 \| 19 \| 20 \| 18 \| \| 60-74 ans \| 1533 \| 11 \| 1348 \| 12 \| 13 \| 12 \| 14 \| 13 \| \| 75 ans ou plus \| 1096 \| 8 \| 779 \| 7 \| 7 \| 6 \| 9 \| 7 \| | 1999 2009         |                   |                   |                   |      |      |        |        |
| | Ambérieu-en-Bugey | Ambérieu-en-Bugey | Ambérieu-en-Bugey | Ambérieu-en-Bugey | Ain  | Ain  | France | France |
| | 2009              | 2009              | 1999              | 1999              | 2009 | 1999 | 2009   | 1999   |
| | nb                | %                 | nb                | %                 | %    | %    | %      | %      |
| Ensemble | 13350             | 100               | 11432             | 100               | 100  | 100  | 100    | 100    |
| 0-14 ans | 2734              | 20                | 2232              | 20                | 21   | 21   | 18     | 19     |
| 15-29 ans | 2828              | 21                | 2571              | 22                | 17   | 19   | 19     | 20     |
| 30-44 ans | 2695              | 20                | 2533              | 22                | 22   | 23   | 20     | 22     |
| 45-59 ans | 2463              | 18                | 1969              | 17                | 20   | 19   | 20     | 18     |
| 60-74 ans | 1533              | 11                | 1348              | 12                | 13   | 12   | 14     | 13     |
| 75 ans ou plus | 1096              | 8                 | 779               | 7                 | 7    | 6    | 9      | 7      |

## État matrimonial
En 2009, la commune comptait 34,6 % de célibataires, 47,5 % de personnes mariées, 8,2 % de veufs ou veuves et 9,6 % de divorcé(e)s. Le taux de personnes mariées apparaît ainsi inférieur à celui du département (52,5 %) mais égal à celui de la France (47,5 %).
| \| \| Ambérieu-en-Bugey \| Ambérieu-en-Bugey \| Ambérieu-en-Bugey \| Ain \| France \| \| ------------- \| ----------------- \| ----------------- \| ----------------- \| ------ \| ------ \| \| \| Hommes \| Femmes \| Total \| Total \| Total \| \| Célibataires \| 39,6 % \| 29,9 % \| 34,6 % \| 33,3 % \| 37,5 % \| \| Marié(e)s \| 48,6 % \| 46,5 % \| 47,5 % \| 52,5 % \| 47,5 % \| \| Veufs, veuves \| 3,3 % \| 13 % \| 8,2 % \| 6,8 % \| 7,7 % \| \| Divorcé(e)s \| 8,5 % \| 10,7 % \| 9,6 % \| 7,4 % \| 7,4 % \| |                   |                   |                   |        |        |
| | Ambérieu-en-Bugey | Ambérieu-en-Bugey | Ambérieu-en-Bugey | Ain    | France |
| | Hommes            | Femmes            | Total             | Total  | Total  |
| Célibataires | 39,6 %            | 29,9 %            | 34,6 %            | 33,3 % | 37,5 % |
| Marié(e)s | 48,6 %            | 46,5 %            | 47,5 %            | 52,5 % | 47,5 % |
| Veufs, veuves | 3,3 %             | 13 %              | 8,2 %             | 6,8 %  | 7,7 %  |
| Divorcé(e)s | 8,5 %             | 10,7 %            | 9,6 %             | 7,4 %  | 7,4 %  |

La répartition de la population de 15 ans ou plus par sexe, âge et état matrimonial légal en 2009 est présentée dans le tableau suivant.
|                | Hommes       | Hommes    | Hommes        | Hommes      | Hommes   | Femmes       | Femmes    | Femmes        | Femmes      | Femmes   | Total        | Total     | Total         | Total       | Total    |
|                | Célibataires | Marié(e)s | Veufs, veuves | Divorcé(e)s | Ensemble | Célibataires | Marié(e)s | Veufs, veuves | Divorcé(e)s | Ensemble | Célibataires | Marié(e)s | Veufs, veuves | Divorcé(e)s | Ensemble |
| -------------- | ------------ | --------- | ------------- | ----------- | -------- | ------------ | --------- | ------------- | ----------- | -------- | ------------ | --------- | ------------- | ----------- | -------- |
| 15 à 19 ans    | 496          | 2         | 0             | 0           | 498      | 397          | 15        | 0             | 0           | 413      | 893          | 17        | 0             | 0           | 911      |
| 20 à 24 ans    | 420          | 33        | 0             | 0           | 453      | 402          | 79        | 1             | 3           | 485      | 822          | 112       | 1             | 3           | 938      |
| 25 à 39 ans    | 710          | 610       | 7             | 54          | 1380     | 491          | 743       | 8             | 93          | 1335     | 1201         | 1353      | 15            | 147         | 2716     |
| 40 à 54 ans    | 321          | 800       | 17            | 228         | 1366     | 203          | 813       | 21            | 267         | 1304     | 524          | 1614      | 38            | 494         | 2670     |
| 55 à 64 ans    | 69           | 492       | 19            | 106         | 685      | 49           | 408       | 92            | 127         | 676      | 117          | 900       | 111           | 233         | 1361     |
| 65 à 79 ans    | 32           | 456       | 40            | 50          | 579      | 43           | 373       | 300           | 84          | 801      | 76           | 830       | 340           | 134         | 1380     |
| 80 ans ou plus | 10           | 131       | 88            | 3           | 233      | 33           | 87        | 281           | 7           | 408      | 43           | 218       | 369           | 10          | 641      |
| Ensemble       | 2058         | 2525      | 171           | 441         | 5194     | 1619         | 2519      | 703           | 581         | 5421     | 3676         | 5043      | 874           | 1022        | 10616    |

## Emploi
En 2009, les ouvriers représentaient, avec 1901 emplois, la catégorie socioprofessionnelle la plus importante de la population active de la commune (17,9 % contre 18,6 au niveau départemental). En 1999, ils étaient 1636 et représentaient 17,8 % de la population active.
La commune comptait par ailleurs, en 2009, 2583 retraités, soit 24,3 % de la population de la commune et 3 % de moins que le taux départemental. Cet écart s'est toutefois réduit par rapport à celui de 1999 puisqu'il était alors de -1,2 %.
| \| \| Ambérieu-en-Bugey \| Ambérieu-en-Bugey \| Ambérieu-en-Bugey \| Ambérieu-en-Bugey \| Ain \| Ain \| France \| France \| \| ------------------------------------------------- \| ----------------- \| ----------------- \| ----------------- \| ----------------- \| ---- \| ---- \| ------ \| ------ \| \| 2009 \| 2009 \| 1999 \| 1999 \| 2009 \| 1999 \| 2009 \| 1999 \| \| \| nb \| % \| nb \| % \| % \| % \| % \| % \| \| \| Ensemble \| 10 629 \| 100 \| 9 183 \| 100 \| 100 \| 100 \| 100 \| 100 \| \| Agriculteurs exploitants \| 0 \| 0 \| 20 \| 0,2 \| 0,9 \| 1,4 \| 1 \| 1,4 \| \| Artisans, commerçants, chefs d'entreprise \| 266 \| 2,5 \| 308 \| 3,4 \| 3,7 \| 4,2 \| 3,3 \| 3,5 \| \| Cadres et professions intellectuelles supérieures \| 669 \| 6,3 \| 480 \| 5,2 \| 8 \| 5,9 \| 8,7 \| 6,7 \| \| Professions intermédiaires \| 1 622 \| 15,3 \| 1 152 \| 12,5 \| 15,5 \| 13,2 \| 13,9 \| 12,1 \| \| Employés \| 1 905 \| 17,9 \| 1 481 \| 16,1 \| 16,8 \| 16,1 \| 16,6 \| 16,5 \| \| Ouvriers \| 1 901 \| 17,9 \| 1 636 \| 17,8 \| 16,8 \| 18,6 \| 13,5 \| 14,9 \| \| Retraités \| 2 583 \| 24,3 \| 1 944 \| 21,2 \| 24,2 \| 20,9 \| 26,2 \| 22,4 \| \| Autres personnes sans activité professionnelle \| 1 683 \| 15,8 \| 2 162 \| 23,5 \| 14 \| 19,8 \| 16,9 \| 22,6 \| | 1999 2009         |                   |                   |                   |      |      |        |        |
| | Ambérieu-en-Bugey | Ambérieu-en-Bugey | Ambérieu-en-Bugey | Ambérieu-en-Bugey | Ain  | Ain  | France | France |
| 2009 | 2009              | 1999              | 1999              | 2009              | 1999 | 2009 | 1999   |        |
| nb | %                 | nb                | %                 | %                 | %    | %    | %      |        |
| Ensemble | 10 629            | 100               | 9 183             | 100               | 100  | 100  | 100    | 100    |
| Agriculteurs exploitants | 0                 | 0                 | 20                | 0,2               | 0,9  | 1,4  | 1      | 1,4    |
| Artisans, commerçants, chefs d'entreprise | 266               | 2,5               | 308               | 3,4               | 3,7  | 4,2  | 3,3    | 3,5    |
| Cadres et professions intellectuelles supérieures | 669               | 6,3               | 480               | 5,2               | 8    | 5,9  | 8,7    | 6,7    |
| Professions intermédiaires | 1 622             | 15,3              | 1 152             | 12,5              | 15,5 | 13,2 | 13,9   | 12,1   |
| Employés | 1 905             | 17,9              | 1 481             | 16,1              | 16,8 | 16,1 | 16,6   | 16,5   |
| Ouvriers | 1 901             | 17,9              | 1 636             | 17,8              | 16,8 | 18,6 | 13,5   | 14,9   |
| Retraités | 2 583             | 24,3              | 1 944             | 21,2              | 24,2 | 20,9 | 26,2   | 22,4   |
| Autres personnes sans activité professionnelle | 1 683             | 15,8              | 2 162             | 23,5              | 14   | 19,8 | 16,9   | 22,6   |

En 2009, année de recensement exhaustif, la répartition de la population de 15 ans ou plus de la commune par sexe, âge et catégorie socioprofessionnelle est, comparativement à celle du département, la suivante :
|                                                   | Ambérieu-en-Bugey | Ambérieu-en-Bugey                  | Ambérieu-en-Bugey                  | Ambérieu-en-Bugey                  | Ambérieu-en-Bugey                  | Ambérieu-en-Bugey | Ain     | Ain                                | Ain                                | Ain                                | Ain                                | Ain  |
| Hommes                                            | Femmes            | Part en % de la population âgée de | Part en % de la population âgée de | Part en % de la population âgée de | Part en % de la population âgée de | Hommes            | Femmes  | Part en % de la population âgée de | Part en % de la population âgée de | Part en % de la population âgée de | Part en % de la population âgée de |      |
| Hommes                                            | Femmes            | 15 à 24 ans                        | 25 à 54 ans                        | 55 ans ou +                        | Ensemble                           | Hommes            | Femmes  | 15 à 24 ans                        | 25 à 54 ans                        | 55 ans ou +                        | Ensemble                           |      |
| ------------------------------------------------- | ----------------- | ---------------------------------- | ---------------------------------- | ---------------------------------- | ---------------------------------- | ----------------- | ------- | ---------------------------------- | ---------------------------------- | ---------------------------------- | ---------------------------------- | ---- |
| Ensemble                                          | 5 238             | 5 390                              | 100                                | 100                                | 100                                | 100               | 255 436 | 273 463                            | 100                                | 100                                | 100                                | 100  |
| Agriculteurs exploitants                          | 0                 | 0                                  | 0                                  | 0                                  | 0                                  | 0                 | 3 221   | 893                                | 0,1                                | 1,1                                | 0,6                                | 0,8  |
| Artisans, commerçants, chefs d'entreprise         | 176               | 90                                 | 1                                  | 3                                  | 2                                  | 2,5               | 10 609  | 4 012                              | 0,6                                | 4,3                                | 1,6                                | 2,8  |
| Cadres et professions intellectuelles supérieures | 494               | 175                                | 1                                  | 10                                 | 3                                  | 6,3               | 26 145  | 15 544                             | 1,3                                | 12,9                               | 3,8                                | 7,9  |
| Professions intermédiaires                        | 771               | 851                                | 9                                  | 25                                 | 4                                  | 15,3              | 38 104  | 39 845                             | 9                                  | 24,4                               | 4,1                                | 14,7 |
| Employés                                          | 601               | 1 304                              | 20                                 | 26                                 | 5                                  | 17,9              | 19 492  | 66 949                             | 16,6                               | 24,7                               | 4,9                                | 16,3 |
| Ouvriers                                          | 1 436             | 466                                | 22                                 | 25                                 | 4                                  | 17,9              | 63 169  | 19 974                             | 18,1                               | 23,7                               | 3,9                                | 15,7 |
| Retraités                                         | 1 210             | 1 373                              | 0                                  | 1                                  | 75                                 | 24,3              | 65 670  | 78 506                             | 0                                  | 0,5                                | 74,8                               | 27,3 |
| Autres personnes sans activité professionnelle    | 551               | 1 133                              | 47                                 | 10                                 | 8                                  | 15,8              | 29 026  | 47 741                             | 54,3                               | 8,4                                | 6,1                                | 14,5 |

## Niveau de formation
Le taux de personnes non scolarisées sans diplôme a augmenté entre 1999 (17,4 %) et 2009 (17,9 %). Il est supérieur à celui de l'Ain (17,1 %)  mais inférieur à celui de la France métropolitaine (18,3 %).
Parallèlement le taux de personnes titulaires d'un diplôme de l'enseignement supérieur long est passé de 5,5 % en 1999 à 8,8 % en 2009, un taux inférieur à celui de l'Ain (10,6 %)  et au taux national relatif à la France métropolitaine (12,7 %).
| \| \| Ambérieu-en-Bugey \| Ambérieu-en-Bugey \| Ambérieu-en-Bugey \| Ambérieu-en-Bugey \| Ain \| Ain \| France \| France \| \| --------------------------------------------------------- \| ----------------- \| ----------------- \| ----------------- \| ----------------- \| ---- \| ---- \| ------ \| ------ \| \| 2009 \| 2009 \| 1999 \| 1999 \| 2009 \| 1999 \| 2009 \| 1999 \| \| \| nb \| % \| nb \| % \| % \| % \| % \| % \| \| \| \| 9538 \| 100 \| 8182 \| 100 \| 100 \| 100 \| 100 \| 100 \| \| Aucun diplôme \| 1707 \| 17,9 % \| 1422 \| 17,4 % \| 17,1 \| 18,4 \| 18,3 \| 20 \| \| Titulaires du certificat d'études primaires \| 1047 \| 11 % \| 1434 \| 17,5 % \| 11,2 \| 18,4 \| 11,1 \| 17,6 \| \| Titulaires du BEPC, brevet des collèges \| 648 \| 6,8 % \| 725 \| 8,9 % \| 5,7 \| 7,4 \| 6,3 \| 8,1 \| \| Titulaires d'un CAP ou d'un BEP \| 2391 \| 25,1 % \| 2334 \| 28,5 % \| 26,5 \| 27,6 \| 24 \| 25 \| \| Titulaires d'un baccalauréat ou d'un brevet professionnel \| 1678 \| 17,6 % \| 1138 \| 13,9 % \| 16,4 \| 12,4 \| 15,9 \| 12,1 \| \| Titulaires d'un diplôme de l'enseignement supérieur court \| 1228 \| 12,9 % \| 681 \| 8,3 % \| 16,4 \| 8,8 \| 11,8 \| 8,5 \| \| Titulaires d'un diplôme de l'enseignement supérieur long \| 839 \| 8,8 % \| 448 \| 5,5 % \| 10,6 \| 7 \| 12,7 \| 8,8 \| | 1999 2009         |                   |                   |                   |      |      |        |        |
| | Ambérieu-en-Bugey | Ambérieu-en-Bugey | Ambérieu-en-Bugey | Ambérieu-en-Bugey | Ain  | Ain  | France | France |
| 2009 | 2009              | 1999              | 1999              | 2009              | 1999 | 2009 | 1999   |        |
| nb | %                 | nb                | %                 | %                 | %    | %    | %      |        |
| | 9538              | 100               | 8182              | 100               | 100  | 100  | 100    | 100    |
| Aucun diplôme | 1707              | 17,9 %            | 1422              | 17,4 %            | 17,1 | 18,4 | 18,3   | 20     |
| Titulaires du certificat d'études primaires | 1047              | 11 %              | 1434              | 17,5 %            | 11,2 | 18,4 | 11,1   | 17,6   |
| Titulaires du BEPC, brevet des collèges | 648               | 6,8 %             | 725               | 8,9 %             | 5,7  | 7,4  | 6,3    | 8,1    |
| Titulaires d'un CAP ou d'un BEP | 2391              | 25,1 %            | 2334              | 28,5 %            | 26,5 | 27,6 | 24     | 25     |
| Titulaires d'un baccalauréat ou d'un brevet professionnel | 1678              | 17,6 %            | 1138              | 13,9 %            | 16,4 | 12,4 | 15,9   | 12,1   |
| Titulaires d'un diplôme de l'enseignement supérieur court | 1228              | 12,9 %            | 681               | 8,3 %             | 16,4 | 8,8  | 11,8   | 8,5    |
| Titulaires d'un diplôme de l'enseignement supérieur long | 839               | 8,8 %             | 448               | 5,5 %             | 10,6 | 7    | 12,7   | 8,8    |